# マタギ犬

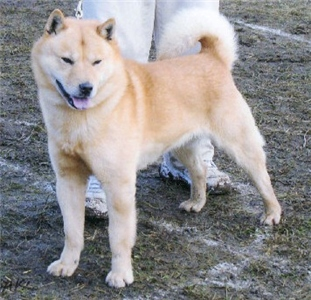
マタギ犬の末裔とされる北海道犬

マタギ犬（マタギいぬ）とは、古よりマタギによってクマやシカの狩猟目的で使われていた、日本の中型の猟犬のことである。熊犬と呼ばれることもある。
マタギが狩猟目的に使っていた日本犬の総称であり、国際的に認められた犬種をさすわけではない。

## 歴史
北海道に住むアイヌは本州から渡ってきた犬を狩猟に使っていたが、北海道犬はその末裔とされる。
東北のマタギは犬を使って追跡し仕留める単独の狩猟（シノビ猟）から、多人数で行われる巻狩りに移行したことで、獲物に対して激しく吠えつく犬は邪魔となり使われなくなった。後に猟銃が普及するとシノビ猟に戻ったため、津軽犬、岩手犬、高安犬など地犬を連れた狩猟が復活した。
北海道でヒグマによる被害が深刻化した際に熊犬として日本にカレリアン・ベア・ドッグ（英：Karelian Bear Dog）が輸入され、熊退治を行ったことがある。他にもタールタン・ベア・ドッグやArmenian Gampr dogなどが利用されていた。
日本では、平成14年（2002年）に改正された鳥獣保護法により、猟犬に噛みつかせて捕獲する方法は禁止された。